# Carex descendens
Carex descendens är en halvgräsart som beskrevs av Georg Kükenthal. Carex descendens ingår i släktet starrar, och familjen halvgräs. Inga underarter finns listade i Catalogue of Life.